# Arnold Schwarzenegger
Arnold Alois Schwarzenegger (pronuncia inglese:/ˈʃwɔrtsən.ɛɡər/, tedesca /ˈʃvaɐtsənˌʔɛɡɐ/) (Thal, 30 luglio 1947) è un attore, imprenditore, produttore cinematografico, ex politico ed ex culturista austriaco naturalizzato statunitense, 38º governatore della California dal 2003 al 2011 e presidente del Consiglio su Fitness e Sport dal 1989 al 1993. Schwarznegger è membro del  Partito Repubblicano. Sin da giovane si è imposto come uno dei maggiori culturisti del mondo. Affermato uomo d'affari, ha costruito la propria carriera sul suo fisico, grazie al quale è entrato nel mondo del cinema. La celebrità gli è derivata dall'interpretazione del guerriero barbaro Conan, al quale ha fatto seguito il primo film della esalogia di Terminator, in cui è un inarrestabile e letale cyborg venuto dal futuro, un personaggio, il Terminator, che si è imposto, già col primo film, nell'immaginario collettivo. Nel 1991, con Terminator 2 - Il giorno del giudizio, l'allora film più costoso della storia, Schwarzenegger raggiunge l'apice della carriera cinematografica. Considerato tra gli interpreti più rappresentativi dei film d'azione, occupa un posto di rilievo nello star system del cinema statunitense.
Avvicinatosi alla politica nei primi anni novanta, è diventato membro attivo del Partito Repubblicano. Nel 2003 è stato eletto 38º Governatore della California. Nel 2006 è stato riconfermato alla stessa carica. Nel gennaio 2011, al termine del suo mandato, è tornato al cinema.
Noto anche per la sua attività contro il razzismo, l'inquinamento e il riscaldamento climatico, nel maggio del 2004 e del 2007 è stato inserito nella lista del Time 100 come una delle cento persone più influenti impegnate per aiutare il mondo. Nel 2015 è stato introdotto nella WWE Hall of Fame. Nel maggio 2024 la rivista statunitense Forbes ha inserito Arnold Schwarzenegger nella classifica delle celebrità miliardarie.
A lui è intitolato l'Arnold Classic, evento considerato come la seconda competizione di culturismo più importante al mondo, dopo il Mister Olympia.

## Biografia

### I primi anni
Nacque il 30 luglio 1947 nel villaggio di Thal (Stiria) in Austria, secondogenito di Gustav Schwarzenegger (1907-1972), gendarmerie-kommandant della polizia locale, e Aurelia Jadrny (1922-1998), casalinga; il fratello maggiore di Arnold si chiamava Meinhard. La famiglia era di religione cattolica, assai devota e praticante. Cresciuto con un rapporto conflittuale col severo padre che durante la seconda guerra mondiale aveva prestato servizio nella polizia militare come sergente, ebbe invece un buon rapporto con la madre.
Negli studi inferiori, Schwarzenegger mostrò una buona media, spiccando anche per le sue doti di "simpatia, buon umore ed esuberanza". Il padre, agonista di curling, spinse i figli verso l'eccellenza atletica. Schwarzenegger crebbe quindi praticando vari sport: calcio, curling, nuoto, pugilato, getto del peso e lancio del giavellotto e all'età di 14 anni scelse di intraprendere la carriera di culturista.
Nel 1961 conobbe l'ex Mister Austria Kurt Marnul, che lo invitò ad allenarsi nella palestra Athletic Union di Graz, dove iniziò anche a lavorare da apprendista carpentiere. Nel febbraio del 1964 vinse i campionati cittadini e nazionali di curling nella divisione giovanile.
Nel 1971 il fratello Meinhard rimase ucciso in un incidente automobilistico mentre guidava ubriaco. L'anno seguente, il padre Gustav morì a causa di un infarto.

### La vita adulta
All'età di 18 anni, nel 1965, prestò per un anno servizio militare obbligatorio nell'esercito austriaco, effettuando missioni militari speciali. Era inoltre pilota di carri armati M47 Patton. Durante l'addestramento di base disertò per partire di nascosto per Stoccarda e prendere parte al concorso Mister Europa per juniores, vincendolo. Essendosi assentato senza permesso fu condannato a due mesi di carcere militare (per alcuni, due settimane). Vinse poi un'altra gara di bodybuilding a Graz presso l'hotel Steirer Hof (nella quale in precedenza si era classificato secondo). Vinse quindi il titolo di "Fisico migliore d'Europa" a Stoccarda, continuando ad allenarsi durante il servizio militare.
Dopo il congedo, nel 1966, si trasferì a Monaco di Baviera. Non avendo ancora i mezzi economici per prendere in affitto un appartamento, dormiva sul pavimento della stessa palestra alla quale si era iscritto. Per un breve periodo, aprì una propria palestra, chiusa presto per via di debiti.
Decise di recarsi a Londra per partecipare al concorso Mister Universo del 1966 promosso dalla NABBA (National Amateur Body-Builders´ Association). A questa gara arrivò secondo dopo Chester Yorton. Charles "Wag" Bennet, uno dei giudici della gara del 1966, fu colpito dal giovane Arnold e si offrì di allenarlo. Bennet lo invitò a vivere nella propria casa sopra una delle sue due palestre a Forest Gate e, attraverso un programma di allenamento studiato da Bennet, si concentrò sul miglioramento della definizione muscolare per dare più potenza alle gambe. Vivere nell'East End londinese aiutò nel frattempo Schwarzenegger a migliorare la propria rudimentale conoscenza dell'inglese.
Sempre nel 1966 ebbe l'opportunità di incontrare il suo idolo d'infanzia, l'ex culturista Reg Park, che divenne suo amico e mentore. Nel 1967 vinse il titolo di Mister Universo per la prima volta, diventando il più giovane vincitore di sempre all'età di 20 anni. Ritornò a Monaco di Baviera, allenandosi dalle 4 alle 6 ore al giorno, frequentando la facoltà di economia e commercio all'Università di Monaco e lavorando presso la palestra di Rolf Putzinger dal 1966 al 1968, anno in cui ritornò a Londra dove vinse un altro titolo di Mister Universo.

### Trasferimento negli Stati Uniti d'America
Schwarzenegger si trasferì negli Stati Uniti d'America nel settembre del 1968, a 21 anni. Secondo lo studio legale di immigrazione Siskind & Susser, tra la fine degli anni sessanta e all'inizio del 1970 si sarebbe potuto considerare Schwarzenegger un immigrato clandestino a causa di violazioni legate al visto d'ingresso.
Cominciò ad allenarsi nel club Gold's Gym a Santa Monica, in California, sotto la direzione di Joe Weider. Dal 1970 al 1974 due dei compagni di allenamento di Schwarzenegger furono i wrestler Ric Drasin e "Superstar" Billy Graham. Nel 1970 ottenne il primo titolo di Mister Olympia a New York, a 23 anni. Nel frattempo frequentò i corsi generali del Santa Monica City College in California, avviò un'attività edilizia insieme al collega e amico Franco Columbu e una propria attività di vendita per corrispondenza. Nel 1973 iniziò a seguire i corsi di economia aziendale alla Università della California - Los Angeles, mentre nell'ottobre del 1975, a Pittsburgh, iniziò un tour di seminari che toccava sei città. Nel 1977 pubblicò l'autobiografia/guida all'allenamento fisico dal titolo Arnold: The Education of a Bodybuilder ("Arnold: l'educazione di un body-builder"), che ebbe grande successo.
Dopo quattro anni di studi ottenne un bachelor all'Università del Wisconsin, laureandosi in marketing internazionale del fitness e business administration nel 1979. Nel 1983, allo Shrine Auditorium di Los Angeles, divenne cittadino statunitense, mantenendo anche la sua nazionalità. Tre anni dopo, nel 1986, sposò la giornalista televisiva Maria Shriver, nipote dell'ex presidente John Fitzgerald Kennedy.

## Carriera nel culturismo
Schwarzenegger guadagnò fama inizialmente come culturista. Il suo fisico armonioso rivoluzionò lo sport, facendogli guadagnare l'epiteto di "quercia austriaca" e permettendogli di vincere i titoli di Mister Europa Junior, Mister World, Mister Universo (cinque volte) e Mister Olympia (sette volte). Viene considerato una delle maggiori figure della storia del culturismo, celebrata nella gara annuale conosciuta come Arnold Classic.
Iniziò ad allenarsi nel garage di casa, dove si costruì una palestra con attrezzi rudimentali finché non gli venne proposto di allenarsi nella palestra di Graz, che raggiungeva ogni giorno in bicicletta, a una decina di chilometri da casa sua. Nel 1964 si classificò terzo al Mr. Austria e Mr. Ercole e quarto al Mr. Steiermark. Nel 1965 vinse a Stoccarda con punteggio massimo il suo primo titolo ufficiale, quello di Mr. Europa Junior e conobbe l'italiano Franco Columbu, destinato a diventare uno dei suoi amici più fedeli. Nel 1966 vinse il Mr. Europa a 19 anni e arrivò secondo dietro a Chester Yorton (uno degli unici tre bodybuilder al mondo che sono riusciti a battere Schwarzenegger in competizione) alla gara di Mr. Universo, organizzata a Londra dalla NABBA. Nell'ottobre dello stesso anno vinse il titolo di "Fisico migliore d'Europa" a Stoccarda e un titolo pesi massimi di powerlifting. E l'anno dopo, sempre a Londra, diventò il più giovane Mr. Universo della storia, bissando poi il successo nel 1968 a Londra. A quel punto, accettò le offerte di Joe Weider e si trasferì a Santa Monica, negli Stati Uniti. A Miami vinse il Mr. Universo nella categoria alta statura, ma arrivò secondo alle spalle di Frank Zane nella classifica assoluta.
Nel 1969 vinse il Mr. International a Tijuana, il Mr. Universo IFBB a New York, il Mr. Universo NABBA professionistico a Londra e il Mr. Europa IFBB a Essen; poi si classificò secondo alle spalle di Sergio Oliva al Mr. Olympia. Ebbe modo di conoscere Reg Park, e dopo la vittoria londinese del titolo di Mr. Universo si trasferì con lui in Sudafrica, dove si allenarono insieme. Nel 1970 sconfisse a Londra Reg Park, attirato in competizione per sfruttare promozionalmente la sua rentrée e la sfida con Schwarzenegger; a Columbus riuscì a battere il Mr. Olympia in carica Sergio Oliva, aggiudicandosi il titolo di Mr. Mondo.

### Mr. Olympia
Il suo primo tentativo fu nel 1969, quando arrivò secondo alle spalle del 3 volte campione Sergio Oliva. Tornò nel 1970 e vinse la competizione. Il 5 dicembre riceve il riconoscimento IFBB "Certificate of Merit". Continuò nelle competizioni del 1971-1974. Nel 1975 vinse il titolo per la sesta volta consecutiva, battendo Franco Columbu. Dopo il Mr. Olympia contest del 1975, Schwarzenegger annunciò il suo ritiro da professionista di bodybuilding.
Mesi prima del Mr. Olympia contest 1975, i registi George Butler e Robert Fiore persuasero Schwarzenegger a farsi filmare durante gli allenamenti per il documentario di bodybuilding Uomo d'acciaio (Pumping Iron). Schwarzenegger, in quel periodo, era concentrato sulla recitazione ed era riluttante a competere in un altro Mr. Olympia, ma disse di sì dopo che Butler accettò di pagarlo 50.000 dollari. Schwarzenegger aveva tre mesi per preparare la competizione, dopo aver perso notevole peso per apparire nel film Il gigante della strada, diretto da Bob Rafelson, con Jeff Bridges, conosciuto in Italia anche con il titolo Un autentico campione. Uno Schwarzenegger più leggero del solito vinse il Mr. Olympia del 1975. Così, dopo essere stato proclamato Mr. Olympia per la sesta volta, Schwarzenegger si ritirò dalle competizioni.
Dal 1976 al 1979, in società con Jim Lorimer promosse il Mr. Olympia a Columbus, del quale fu anche telecronista esperto per la CBS. Tornò a gareggiare nel Mr. Olympia del 1980. In forma grazie all'allenamento per il film Conan il barbaro di John Milius (1982), decise di partecipare. Assunto come telecronista per una rete televisiva, annunciò all'ultimo momento la sua decisione di competere. Vinse il settimo titolo con sette settimane di preparazione e si ritirò ufficialmente dalle competizioni. Il suo record di sette vittorie del Mr. Olympia resistette undici anni fino a che Lee Haney non vinse l'ottavo titolo consecutivo come Mr. Olympia nel 1991. Il suo libro "La nuova enciclopedia del moderno bodybuilding" (1985) è considerato uno dei capisaldi di genere. Nel 1989 organizzò il primo Arnold Classic a Columbus, annuale manifestazione di bodybuilding seconda, per prestigio, solo al Mister Olympia.
Schwarzenegger è rimasto un volto dello sport per un lungo periodo dopo il suo ritiro, in parte per le palestre e riviste di fitness gestite e in parte presiedendo a gare ed esibizioni. Per molti anni ha scritto una rubrica mensile per le riviste di culturismo Muscle and Fitness e Flex. Poco dopo essere stato eletto governatore della California, è stato nominato simbolicamente direttore esecutivo di entrambe le riviste. Le riviste hanno accettato di donare 250.000$ ogni anno alle iniziative di Schwarzenegger per il fitness.
Dopo il suo ritiro dalle gare del 1975, Schwarzenegger ha scritto una serie di popolari libri sul bodybuilding, come Arnold: L'educazione del bodybuilder (Arnold: The Education of a Bodybuilder), Il mio body building (Arnold's Bodybuilding for Men) e il già citato La nuova enciclopedia del moderno bodybuilding (The New Encyclopedia of Modern Bodybuilding), e libri motivazionali come Renditi utile: Sette regole per cambiare la tua vita (Be Useful: Seven Tools for Life), che sono tutti risultati dei best seller.

### Strongman
Nel 1967 Schwarzenegger ha gareggiato e vinto nella gara di sollevamento pietre (pietre di Atlante) di Monaco, dove una pietra del peso di 508 libbre tedesche (254 kg/560 lbs) è sollevata tra le gambe stando su due poggiapiedi. Riguardo alle proprie misure atletiche, Schwarzenegger ha affermato: "Al vertice della mia carriera avevo polpacci di 20 pollici, cosce di 28.5, 34 pollici di vita, petto di 57 e braccia di 22 pollici". In posizione di squat completo (glutei vicino a terra) Schwarzenegger aveva un record personale di 181 kg/400 lbs per 12 ripetizioni, mentre nello stacco da terra (deadlift in inglese) sollevava 322 kg.

## Carriera di attore
"Faccio film che alla gente piacciono. È così semplice. Basta fare in modo che i film rimangano impressi nella memoria, non semplicemente fare un film in più. Bisogna avere il giusto sesto senso e saper estrarre il meglio come "Hasta la vista, baby" oppure "Ti ho mentito!". Si supera un po' il limite. La gente adora tutto ciò, i bambini lo adorano . Si fa poi qualcosa di atletico, un po' di palestra e le persone pensano che tu sia figo."

### Anni settanta: i primi ruoli
Il particolare fisico lo aiutò ad ottenere i primi ruoli cinematografici. All'inizio, la sua corporatura lo relegò a ruoli secondari o da macchietta. La sua prima apparizione in un film fu come Ercole in Ercole a New York (1970), in cui fu accreditato come Arnold Strong, a causa del suo cognome impronunciabile; il suo accento tedesco nel film era così marcato che le sue battute furono doppiate. Apparendo nel Merv Griffin Show, fu notato da Lucille Ball, e gli fu dato il ruolo principale nella situation comedy Happy Anniversary And Goodbye. La sua seconda apparizione in un film fu il ruolo di un sordomuto nel film diretto da Robert Altman Il lungo addio (1973), seguito da un ruolo più significativo nel film Il gigante della strada (1976), affiancato da Jeff Bridges e Sally Field, per il quale vinse un Golden Globe come migliore attore esordiente dell'anno.
Raggiunse maggiore notorietà con il docufilm Uomo d'acciaio (1977). Nel 1991 comprò i diritti del film, le sequenze tagliate e il materiale fotografico associato. Al momento della sua uscita, Uomo d'acciaio divenne un successo commerciale e di critica. La personalità e il carisma di Schwarzenegger colpirono critica e produttori, in particolare il produttore Edward Pressman che qualche anno dopo darà una svolta alla carriera di attore di Arnold Schwarzenegger. Fece poi un'audizione per il ruolo da protagonista nella serie L'incredibile Hulk, ma non ottenne il ruolo a causa della sua statura. Più tardi, Lou Ferrigno ebbe la parte. Interpretò quindi, come guest star, l'episodio Dead Lift (Stretta mortale) del 1977, per la serie televisiva Le strade di San Francisco. Comparve poi come cowboy al fianco di Kirk Douglas e Ann-Margret nella commedia western Jack del Cactus (1980). Dopo una piccola parte in Scavenger Hunt, nel 1980 ebbe un ruolo importante nel film-biografia sull'attrice degli anni cinquanta Jayne Mansfield, interpretando Mickey Hargitay, marito della Mansfield.

### Anni ottanta: il successo mondiale

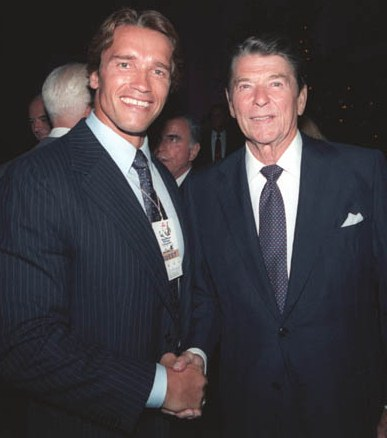
Arnold Schwarzenegger con il presidente degli Stati Uniti d'America, Ronald Reagan, a Dallas nel 1984

Un ruolo particolarmente adatto per il suo fisico e il suo accento fu quello di protagonista in Conan il barbaro (1982). Il personaggio di Conan aveva raggiunto il suo apice di popolarità negli anni settanta grazie ai fumetti della Marvel Comics, inducendo i produttori di Hollywood a progettarne una trasposizione cinematografica. Schwarzenegger nel frattempo aveva catturato l'attenzione del produttore Edward Pressman qualche anno prima grazie alla sua performance carismatica nel documentario Uomo d'acciaio; da quel momento, Pressman aveva un solo nome in testa come protagonista del film nel ruolo di Conan e alla fine propose all'attore austriaco di interpretare il guerriero cimmero. Favorito dalla sceneggiatura di John Milius e Oliver Stone e dalla regia di Milius, il ruolo di Conan rese Schwarzenegger noto a livello internazionale, consolidandone il successo anche con il sequel Conan il distruttore (1984).
Nel 1983 comparve nel documentario Carnevale a Rio. Poi, il regista James Cameron gli assegna la parte di Kyle Reese in Terminator (1984), ma è lo stesso Schwarzenegger a convincerlo ad assegnargli la parte del cattivo, il T-101, un cyborg assassino che viaggia nel tempo. Realizzato con costi contenuti, il film fu un enorme successo commerciale e di critica rendendo famosi sia Cameron che Schwarzenegger. Il film divenne presto un cult e introdusse nell'immaginario collettivo un nuovo iconico personaggio, dando vita a un lunghissimo franchise.

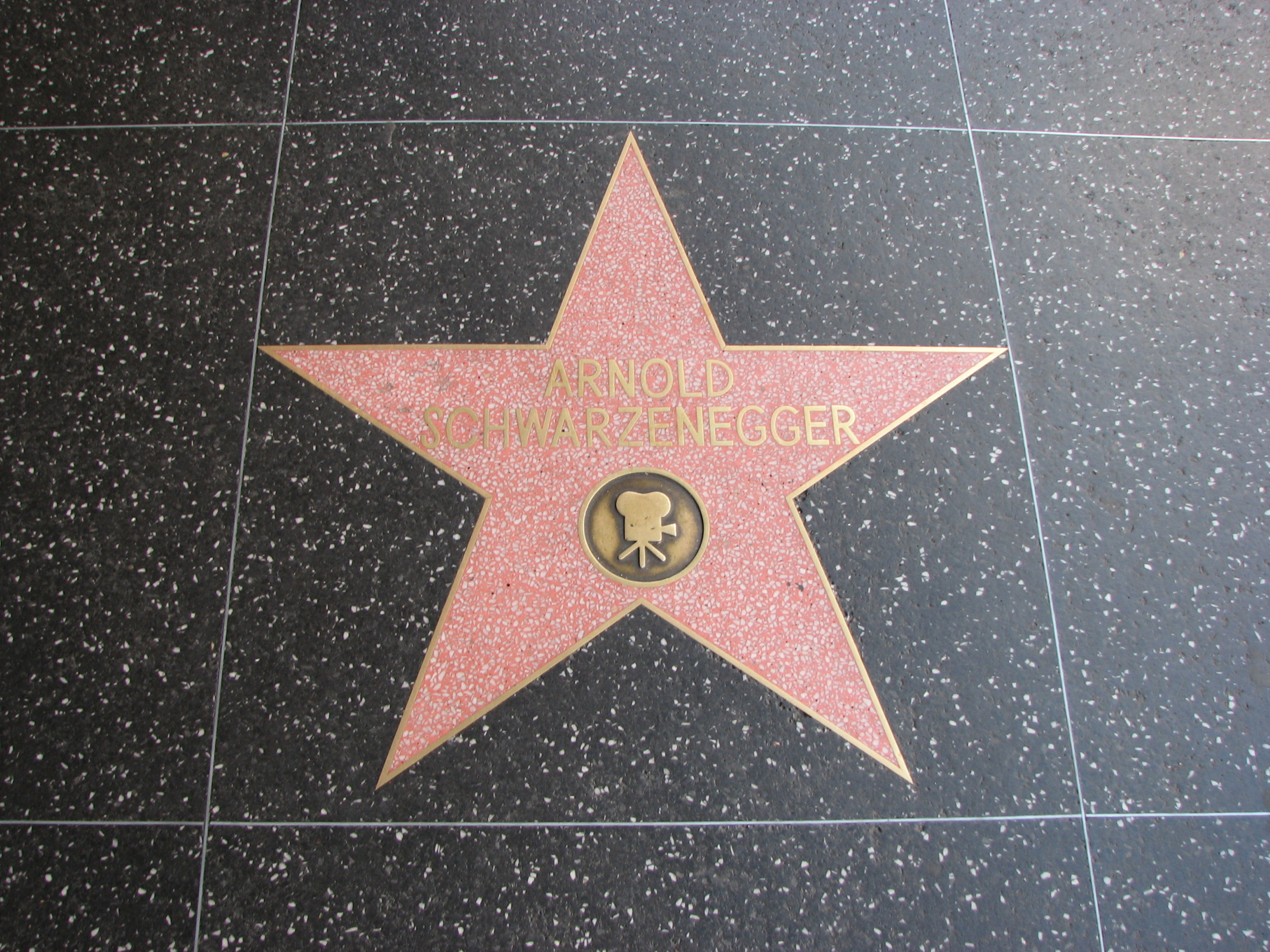
La stella sulla Hollywood Walk of Fame

Su richiesta del produttore Dino De Laurentiis (che aveva prodotto i due film di Conan) recitò in Yado (1985). Schwarzenegger, divenuto una star di Hollywood, interpretò una serie di film d'azione di successo: Commando (1985), Codice Magnum (1986) e Danko (1988), diretto da Walter Hill, nei quali spesso abbinava alla forza bruta un senso di autoironia, evidente anche nelle sue incursioni nel genere fantascientifico-avventuroso: L'implacabile (1987), Predator (1987), diretto da John McTiernan e Atto di forza (1990), diretto da Paul Verhoeven; quest'ultimo film fece guadagnare a Schwarzenegger 10 milioni di dollari e il 15% degli incassi.
Con Commando, Schwarzenegger si pose in diretta competizione con Sylvester Stallone che in quel periodo era la star indiscussa del cinema d'azione; al reduce del Vietnam John Rambo, protagonista del film Rambo 2 - La vendetta, contrappose una sua versione più ironica, cinica e muscolosa, il colonnello delle forze speciali dell'esercito USA, in congedo, John Matrix. Venne richiesto da Stanley Kubrick per prendere le parti del soldato Animal nel film Full Metal Jacket, ma dovette rifiutare in quanto già impegnato sul set de L'implacabile, prodotto nello stesso anno. Il 2 giugno 1987, gli viene intitolata la 1847ª piastrella nella Hollywood Walk of Fame, per il contributo dato all'industria cinematografica. In Predator, Schwarzenegger guidò un cast che include il futuro governatore del Minnesota, Jesse Ventura (già apparso al suo fianco ne L'implacabile) e il futuro candidato a governatore del Kentucky, Sonny Landham. Come avvenuto con Terminator, il film Predator introdusse nell’immaginario collettivo un nuovo iconico personaggio e ha dato vita a un lunghissimo franchise. Una volta che la sua reputazione di mattatore del botteghino fu consolidata, Schwarzenegger aprì anche alle commedie per famiglia. Fece quindi un cambio di genere e recitò ne I gemelli (1988), commedia con Danny DeVito, e in Un poliziotto alle elementari (1990), diretti da Ivan Reitman, che ottennero ottimi risultati in termini di incassi in tutto il mondo.

### Anni novanta: l'apice della carriera
Tentò brevemente di cimentarsi nella regia, prima con un episodio, del 1990, della serie televisiva I racconti della cripta, intitolato The Switch, e poi, nel 1992, col film per la televisione Eroe per famiglie, una commedia con Dyan Cannon e Kris Kristofferson, in cui Schwarzenegger fece una comparsata. Le sue uniche due esperienze come regista.

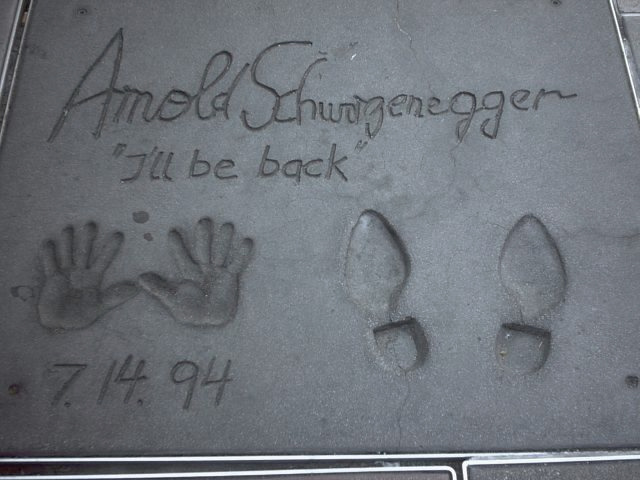
Le sue impronte di piedi e mani di fronte al Grauman's Chinese Theatre

Raggiunse l'apice della carriera con l'allora film più costoso della storia Terminator 2 - Il giorno del giudizio (1991), nel quale ridiede corpo alla figura del cyborg T-800, incaricato di proteggere John Connor. Terminator 2 - Il giorno del giudizio risultò il film più visto del 1991 e anche il film con il maggiore incasso nella carriera di Schwarzenegger. Nel 1992 il Gran Premio Internazionale dello Spettacolo gli conferì il Telegatto come "attore internazionale più popolare" e la rivista Premiere lo inserì al decimo posto nella classifica delle persone più potenti di Hollywood nel 1992 e all'ottavo nel 1993. La commedia d'azione Last Action Hero - L'ultimo grande eroe (1993), non ebbe gli incassi sperati anche se andò discretamente in home video. Nello stesso anno, la National Association of Theatre Owners lo nominò "star internazionale del decennio".
Gli incassi tornarono ai vertici con True Lies (1994), diretto nuovamente da James Cameron, in cui interpreta un agente segreto, a fianco di Jamie Lee Curtis nel ruolo di sua moglie. Nell'agosto dello stesso anno il programma televisivo Entertainment Tonight definì Schwarzenegger il personaggio più intervistato in televisione, con 211 apparizioni. Partecipò quindi alla commedia Junior, l'ultima delle sue quattro collaborazioni con Ivan Reitman e con di nuovo co-protagonista Danny DeVito. Questo film gli procurò la sua seconda nomination ai Golden Globe, questa volta come miglior attore in una commedia.
Sempre con alti incassi seguirono L'eliminatore - Eraser (1996), questa volta nella parte di un comandante della polizia federale che elimina il passato dei testimoni per dare loro la possibilità di un futuro al sicuro; Batman & Robin (1997), interpretando il villain Mr. Freeze, Una promessa è una promessa lo ripropose nella commedia nelle vesti di un padre che, tormentato alla ricerca del giocattolo più popolare del mondo, assale il mercato natalizio. Fu un disilluso ex poliziotto in Giorni contati - End of Days (1999), film apocalittico sulla fine del mondo; questo è stato il primo e unico film della sua carriera in cui Schwarzenegger interpreta un personaggio "umano" che muore, anche se vince la sua eroica battaglia contro Satana e salva il mondo proprio grazie a questo estremo sacrificio. Nel 1998 i personaggi del mondo cinematografico resero omaggio alla sua carriera cinematografica con Hollywood Salutes Arnold Schwarzenegger: An American Cinematheque Tribute.

### Anni 2000: la pausa politica

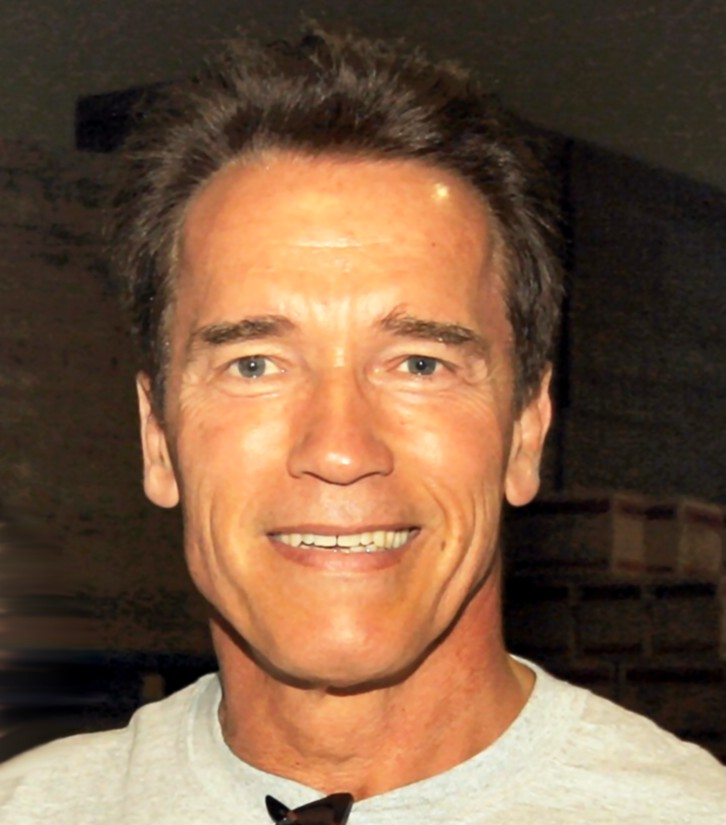
Arnold Schwarzenegger nel 2003

Dopo il thriller di fantascienza Il sesto giorno (2000), arrivò Danni collaterali (2002), che però non ebbe il successo sperato. Il film aveva come tema portante il terrorismo, motivo per cui l'uscita del film venne posticipata a seguito degli attentati dell'11 settembre 2001. Riprese il suo celebre ruolo nel terzo capitolo della saga di Terminator, intitolato Terminator 3 - Le macchine ribelli (2003), con ottimi risultati in termini di incassi in tutto il mondo.
Come tributo a Schwarzenegger, nel 2002 l'associazione culturale Forum Stadpark avanzò la proposta di erigere una statua di Terminator alta 25 metri in un parco del centro di Graz. Dopo aver recitato in alcuni cameo, quali Il tesoro dell'Amazzonia (2003), Il giro del mondo in 80 giorni (2004) e The Kid & I (2005), si è ritirato dalle scene per coprire l'incarico di governatore della California.
Nel giugno 2009 è uscito nelle sale cinematografiche il quarto capitolo di Terminator, Terminator Salvation. Nel film appare come "attore virtuale" in un breve cameo: grazie all'elaborazione digitale si vede un robot "T-800" formato dal corpo dell'ex-culturista Roland Kickinger e il volto digitale di Schwarzenegger, così come appare nel primo film della saga.

### Anni 2010: la collaborazione con Stallone e il ritorno al ruolo di Terminator

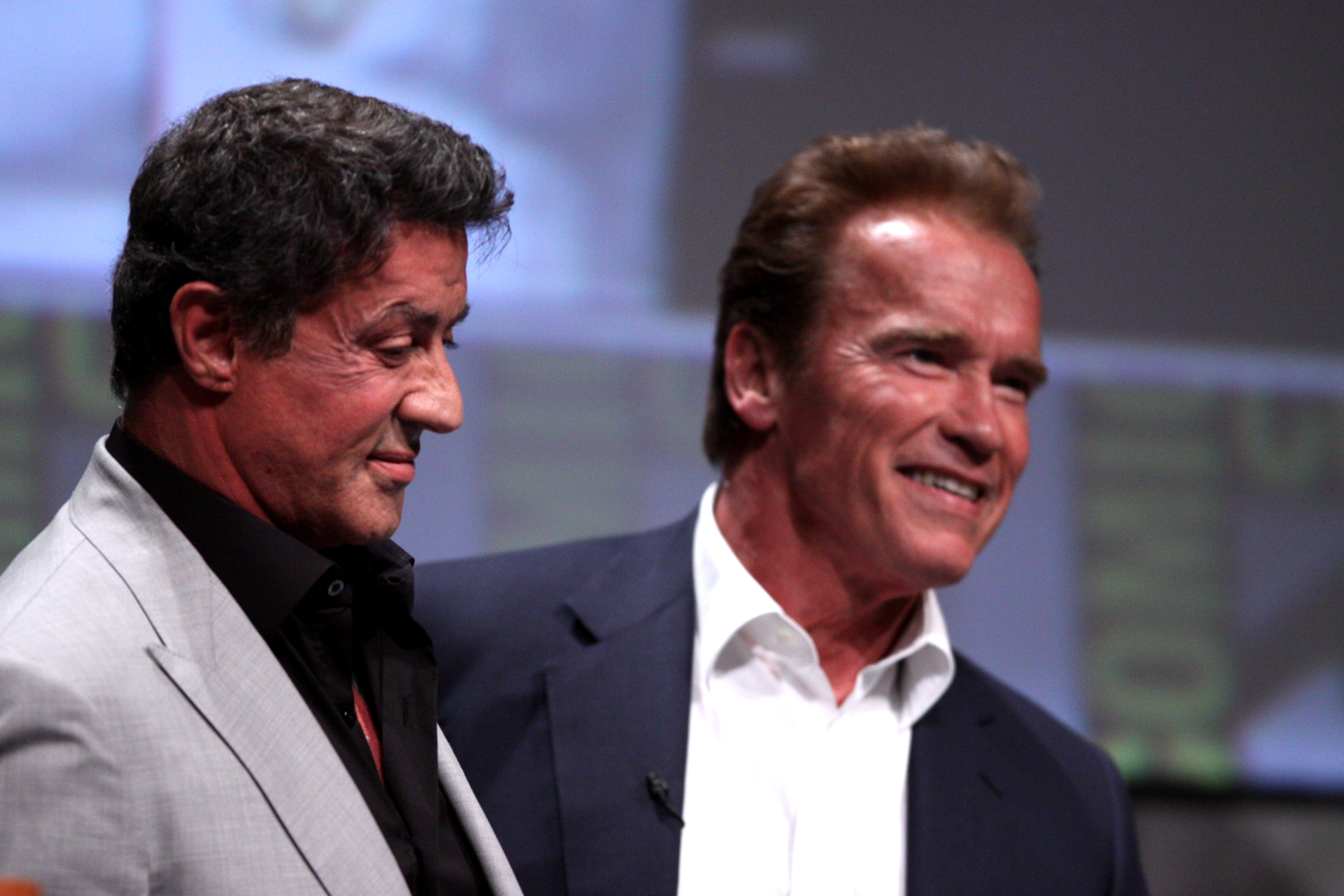
Arnold Schwarzenegger con Sylvester Stallone al San Diego Comic-Con International 2012

Nel 2010 ha partecipato gratuitamente con un cameo nel film di Sylvester Stallone I mercenari - The Expendables, in una scena accanto a Bruce Willis e allo stesso Stallone. Era la prima volta che le tre star d'azione apparivano insieme sullo schermo. Sebbene la scena con i tre fosse breve, era una delle scene più attese del film. In realtà il trio ha filmato la scena in una chiesa vuota il 24 ottobre 2009. Alla fine del suo mandato da governatore della California, nel gennaio del 2011, ha annunciato di voler tornare alla sua carriera di attore, dichiarando di volersi impegnare in ruoli più adatti alla sua età e meno estremi.
Nel luglio 2011 ha ottenuto il ruolo di protagonista nel film The Last Stand - L'ultima sfida, nel quale interpreta uno sceriffo di frontiera. Il 6 settembre 2011 ha dichiarato di prendere parte al sequel de I mercenari - The Expendables, I mercenari 2, di nuovo al fianco di Stallone e Willis.
Nel febbraio 2012 ha annunciato di aver firmato il contratto per il film carcerario Escape Plan - Fuga dall'inferno, in coppia con Sylvester Stallone. Schwarzenegger è stato voluto proprio da Stallone, il quale disse al produttore Mark Canton che "non avrebbe fatto il film senza Arnold come co-protagonista". Nel film sono presenti anche Sam Neill, 50 Cent, Jim Caviezel, Vinnie Jones, Amy Ryan e Vincent D'Onofrio, con la regia di Mikael Håfström. Il 14 giugno 2013, annuncia che sarà nel cast de I mercenari 3, ancora al fianco di Sylvester Stallone.
Tra il 2014 e il 2015, Schwarzenegger è stato il protagonista del crime-movie Sabotage di David Ayer e dell'horror Contagious - Epidemia mortale. Inoltre è tornato ad interpretare l'iconico T-800 in Terminator Genisys, diretto da Alan Taylor, uscito il 9 luglio 2015 e poi nel 2019 nel film Terminator - Destino oscuro, diretto da Tim Miller. Nel 2017 è stato il protagonista di Aftermath - La vendetta, dove interpreta un uomo accecato dalla vendetta contro un controllore di volo che ha involontariamente ucciso la moglie e la figlia e di Killing Gunther, nei panni di un sicario.

### Anni 2020: i nuovi progetti
Dopo aver preso parte alla serie animata supereroistica Superhero Kindergarten (ispirata al suo film Un poliziotto alle elementari), ideata da Stan Lee, grande ammiratore di Schwarzenegger, e aver doppiato Dutch nel videogioco Predator: Hunting Grounds, nel 2023 debutta come protagonista di una serie televisiva in FUBAR, dove interpreta un agente della CIA prossimo alla pensione. La serie, distribuita da Netflix, ha debuttato il 25 maggio 2023. Il 7 giugno, sempre per Netflix, è il protagonista di una miniserie documentaristica in tre episodi dedicata alla sua vita, intitolata Arnold.
Nel marzo 2024 Schwarzenegger, subito dopo l'operazione al cuore in cui gli è stato impiantato un pacemaker, assicura che ad aprile sarà sul set della seconda stagione della serie Netflix FUBAR. Nel maggio dello stesso anno, Arnold Schwarzenegger ha condiviso su Instagram un video in cui annuncia che la stagione 2 di FUBAR è in produzione e che lo spettacolo ha battuto un record mondiale creando la action figure più grande di sempre. Nel dicembre 2024 iniziano le riprese della commedia natalizia prodotta da Amazon MGM Studios, The Man With the Bag, dove interpreterà il ruolo del protagonista al fianco di Alan Ritchson.

## Rivalità con Sylvester Stallone
Arnold Schwarzenegger e Sylvester Stallone si incontrarono per la prima volta nel 1977, quando furono assegnati allo stesso tavolo ai 34esimi Golden Globe. Il primo era candidato come esordiente dell'anno per Il gigante della strada, premio che vinse. Il secondo portava invece Rocky, che qualche mese dopo avrebbe trionfato agli Oscar, ma che quella sera vinse solo un premio su sei candidature. Stallone ha raccontato in un'intervista a Variety come Schwarzenegger avesse passato la serata a prenderlo in giro dopo ogni sconfitta, al punto che, alla fine, quando Rocky vinse il premio come miglior film drammatico, Sly lanciò un mazzo di fiori in faccia al futuro governatore della California.
Quello fu l'episodio scatenante, ma la rivalità tra i due era probabilmente inevitabile: entrambi erano molto competitivi, puntavano sul proprio corpo per definire il proprio personaggio e volevano diventare la star di film d'azione di maggior successo. I due attori vissero un forte antagonismo: ciascuno doveva avere il corpo più scolpito, doveva uccidere più persone sullo schermo e doveva avere armi più grosse. Anche grazie a questo antagonismo, l'action muscolare conobbe una enorme esplosione negli anni ottanta. La rivalità è andata avanti per molti anni, con episodi di astuzia e sotterfugi da entrambe le parti: i due si sono presi in giro reciprocamente nei film e attaccati a vicenda sulla stampa.
La rivalità si è trasformata in amicizia nel corso degli anni novanta in occasione dell’investimento comune nel locale Planet Hollywood. Schwarzenegger ha anche invitato Stallone per molteplici inaugurazioni durante il suo periodo come governatore della California. Stallone ha donato $15.000 alla campagna di rielezione di Schwarzenegger nel 2005, come gesto di buona volontà. I due hanno poi recitato insieme in vari film.
Stallone ha in più occasioni detto che Schwarzenegger alla fine è diventato il suo migliore amico e ha espresso la sua ammirazione per l'attore austriaco:
(Sylvester Stallone)

## Doppiatori italiani
Nelle versioni in italiano delle opere in cui ha recitato, Arnold Schwarzenegger è stato doppiato da:
- Alessandro Rossi ne I gemelli, Atto di forza, Un poliziotto alle elementari, Terminator 2 - Il giorno del giudizio, Last Action Hero - L'ultimo grande eroe, Junior, L'eliminatore - Eraser, Batman & Robin, Giorni contati - End of Days, Il sesto giorno, Danni collaterali, Terminator 3 - Le macchine ribelli, Il tesoro dell'Amazzonia, Il giro del mondo in 80 giorni, The Kid & I[88], I mercenari 2, The Last Stand - L'ultima sfida, I mercenari 3, Sabotage, Contagious - Epidemia mortale, Due uomini e mezzo, Terminator Genisys, Aftermath - La vendetta, Iron Mask - La leggenda del dragone, Terminator - Destino oscuro, FUBAR, Arnold, Sly
- Glauco Onorato in Terminator, Commando, Codice Magnum, Predator, True Lies, Una promessa è una promessa
- Mario Cordova in Conan il barbaro, Conan il distruttore, Danko
- Cesare Barbetti ne Il gigante della strada, Uomo d'acciaio
- Renzo Stacchi in Ercole a New York
- Sergio Di Stefano in Jack del Cactus
- Paolo Poiret in Yado
- Maurizio Reti ne Le strade di San Francisco
- Massimo Foschi ne L'implacabile
- Maurizio Fardo ne I racconti della cripta
- Paolo Buglioni in Dave - Presidente per un giorno
- Luca Ward in Un poliziotto sull'isola
- Mario Bombardieri ne I mercenari - The Expendables
- Sergio Troiano in Escape Plan - Fuga dall'inferno

Da doppiatore è sostituito da:
- Alessandro Rossi in Terminator 3: Le macchine ribelli (videogioco), Terminator 3: The Redemption (videogioco), Cars - Motori ruggenti, Le meraviglie del mare
- Edoardo Stoppacciaro in Secret Level

## Compenso
Schwarzenegger è stato uno degli attori più pagati di Hollywood: i suoi introiti mostrano la stessa evoluzione della sua notorietà. Mentre nel 1969, per il suo primo film, Ercole a New York, ha percepito un compenso di 12 000 dollari, trentaquattro anni dopo, nel 2003 per Terminator 3 - Le macchine ribelli, con 30 milioni di dollari ha registrato il più alto salario mai pagato a un attore per un film.

## Riconoscimenti
American Cinematheque Gala Tribute Telegatto [1992]
- 1998: Vinto - Premio American Cinematheque

Bambi Award
- 1996: Vinto - Star Internazionale
- 2017: Vinto - Our Earth

Bavarian TV Awards
- 2022: Vinto - Premio onorario

Blockbuster Entertainment Awards
- 1998: Nominato - Miglior attore non protagonista di film d'azione/fantascienza per Batman & Robin
- 1998: Vinto - Premio Artista Mondiale
- 2000: Nominato - Miglior attore d'azione/fantascienza per Giorni contati - End of Days

Bravo Otto
- 1982: Nominato - Miglior attore
- 1991: Nominato - Miglior attore

Cinequest Film Festival
- 2004: Vinto - Maverick Tribute Award

DVD Exclusive Awards
- 2001: Nominato - Miglior commento audio per Conan il barbaro
- 2001: Nominato - Miglior commento audio per Atto di forza

Emmy Awards
- 2014: Vinto - Premio al miglior documentario per Years of Living Dangerously

Empire Awards
- 2014: Vinto - Eroe d'azione del nostro tempo[92]

Golden Apple Awards
- 1996: Vinto - Star maschile dell'anno

Golden Globe
- 1977: Vinto - Miglior attore esordiente per Un autentico campione
- 1995: Nominato - Miglior attore in un film commedia per Junior

Goldene Kamera
- 1997: Vinto - Migliore star internazionale
- 2015: Vinto - Premio alla carriera[93]

Golden Schmoes Awards
- 2003: Nominato - Star preferita dell'anno

GQ Men of the Year
- 2017: Vinto - Leggenda del secolo[94]

Gran Premio Internazionale dello Spettacolo
- 1992: Vinto - Telegatto come Attore internazionale più popolare

Hollywood Walk of Fame
- 1987: Stella sull'Hollywood Boulevard

IGN Summer Movie Awards
- 2009: Nominato - Miglior cameo per  Terminator Salvation

IGN's Hero Hall of Fame
- 2012: Vinto - Action Hero Hall of Fame Award[95]

International Cinematographers Guild
- 2003: Vinto - Premio alla carriera

International Documentary Association
- 2014: Nominato - IDA Award

Laureus World Sports Awards
- 2003: Vinto - Sport per il bene

MTV Movie Awards
- 1992: Vinto - Migliore performance maschile per Terminator 2 - Il giorno del giudizio
- 1995: Nominato - Miglior bacio per True Lies
- 1995: Nominato - Miglior sequenza di ballo per True Lies
- 1997: Nominato - Miglior sequenza d'azione per L'eliminatore - Eraser

National Association of Theatre Owners
- 1985: Vinto - Star internazionale dell'anno
- 1993: Vinto - Star internazionale del decennio
- 1997: Vinto - Premio Umanitario

Nickelodeon Kids' Choice Awards
- 1988: Nominato - Miglior attore per L'implacabile
- 1989: Vinto - Miglior attore per I gemelli
- 1991: Vinto - Miglior attore per Un poliziotto alle elementari
- 1992: Vinto - Hall of Fame

OFTA Film Hall of Fame
- 2021: Vinto - Miglior personaggio per Terminator
- 2023: Vinto - Miglior attore

Rome International Movie Award
- 2021: Vinto - Miglior attore non protagonista per Stallone: Frank, That Is

San Diego Comic-Con International
- 2012: Vinto - Inkpot Award[96]

Saturn Award
- 1985: Nominato - Miglior attore per Terminator
- 1988: Nominato - Miglior attore per Predator
- 1991: Nominato - Miglior attore per Atto di forza
- 1992: Vinto - Premio alla carriera
- 1992: Nominato - Miglior attore per Terminator 2 - Il giorno del giudizio
- 1994: Nominato - Miglior attore per Last Action Hero - L'ultimo grande eroe
- 1995: Nominato - Miglior attore per True Lies
- 2001: Nominato - Miglior attore per Il sesto giorno

Scream Award
- 2009: Nominato - Miglior Cameo per Terminator Salvation

Streamy Awards
- 2014: Nominato - Collaborazione per la serie YouTube Epic Meal Time

Taurus World Stunt Awards
- 2001: Vinto - Premio Taurus Honorary

Teen Choice Awards
- 2004: Nominato - Miglior attore di film d'azione/avventura per Terminator 3 - Le macchine ribelli

WWE Hall of Fame
- 2015: Vinto - Celebrità

Zurich Film Festival
- 2015: Vinto - Golden Icon Award[97]

## L'impegno politico e sociale
All'inizio degli anni novanta si è impegnato nella promozione delle "Olimpiadi speciali", nate per iniziativa della suocera Eunice Shriver, con l'intento di promuovere l'attività fisica e l'indipendenza delle persone affette da disturbo mentale.
A partire dal 1991, e per lungo tempo a seguire, è stato commissario esecutivo degli "Inner City Games", organizzati all'Hollenbeck Youth Center di Los Angeles, realizzati per il recupero dei giovani sfortunati nati alla periferia della metropoli californiana. Dopo questa esperienza ha creato la fondazione "After School All Stars", grazie alla quale oltre 600 scuole statunitensi hanno potuto giovare di fondi per la creazione di programmi doposcuola.
Nel 2002 ha ideato e proposto la legge 49, poi approvata in tutta la California, grazie alla quale le scuole dello Stato hanno ricevuto di diritto contributi per la realizzazione di programmi di recupero e borse di studio. Nel 1991 e 1997 ha ricevuto il "National Leadership Award", un premio per aver sostenuto economicamente varie ricerche scientifiche. Altri premi per la sua opera di beneficenza sono stati "Showest" del 1997, e "Mohamed Ali" del 2002. Negli anni ha avuto incarichi politici nel settore della promozione all'attività fisica, durante la prima amministrazione Bush e durante quella di Clinton.

## Carriera politica

### Affiliazione politica

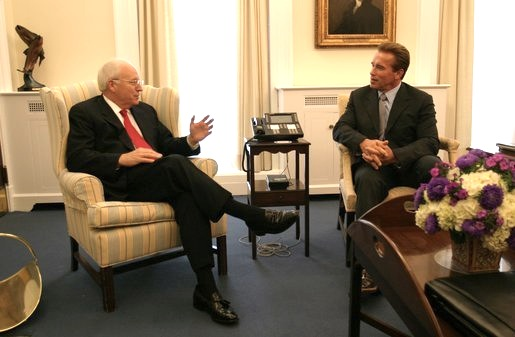
Arnold Schwarzenegger con Dick Cheney, alla Casa Bianca il 30 ottobre 2003

Iscritto al partito repubblicano, la sua ideologia politica era conosciuta già nelle vesti di attore, poiché contrastava con quella di molte altre celebrità di Hollywood, generalmente considerate liberal e tendenzialmente democratiche. Si dichiarò pubblicamente repubblicano per la prima volta durante le elezioni presidenziali del 1988, accompagnando l'allora vicepresidente George H. W. Bush durante la campagna elettorale.
La prima nomina politica di Schwarzenegger fu in qualità di presidente del Consiglio Presidenziale per lo Sport e l'Attività Fisica, ruolo ricoperto dal 1990 al 1993 su nomina di George H.W. Bush. Successivamente fu presidente del consiglio del governatore della California per lo sport e l'attività fisica sotto il governatore Pete Wilson.
In un'intervista con il giornale Talk nel 1999, riguardo alla possibilità di entrare in politica, affermò: "ci ho pensato diverse volte. La possibilità esiste, perché me la sentirei". Nel convegno nazionale repubblicano del 2004, Schwarzenegger pronunciò un discorso e spiegò perché era repubblicano:

### Al governo

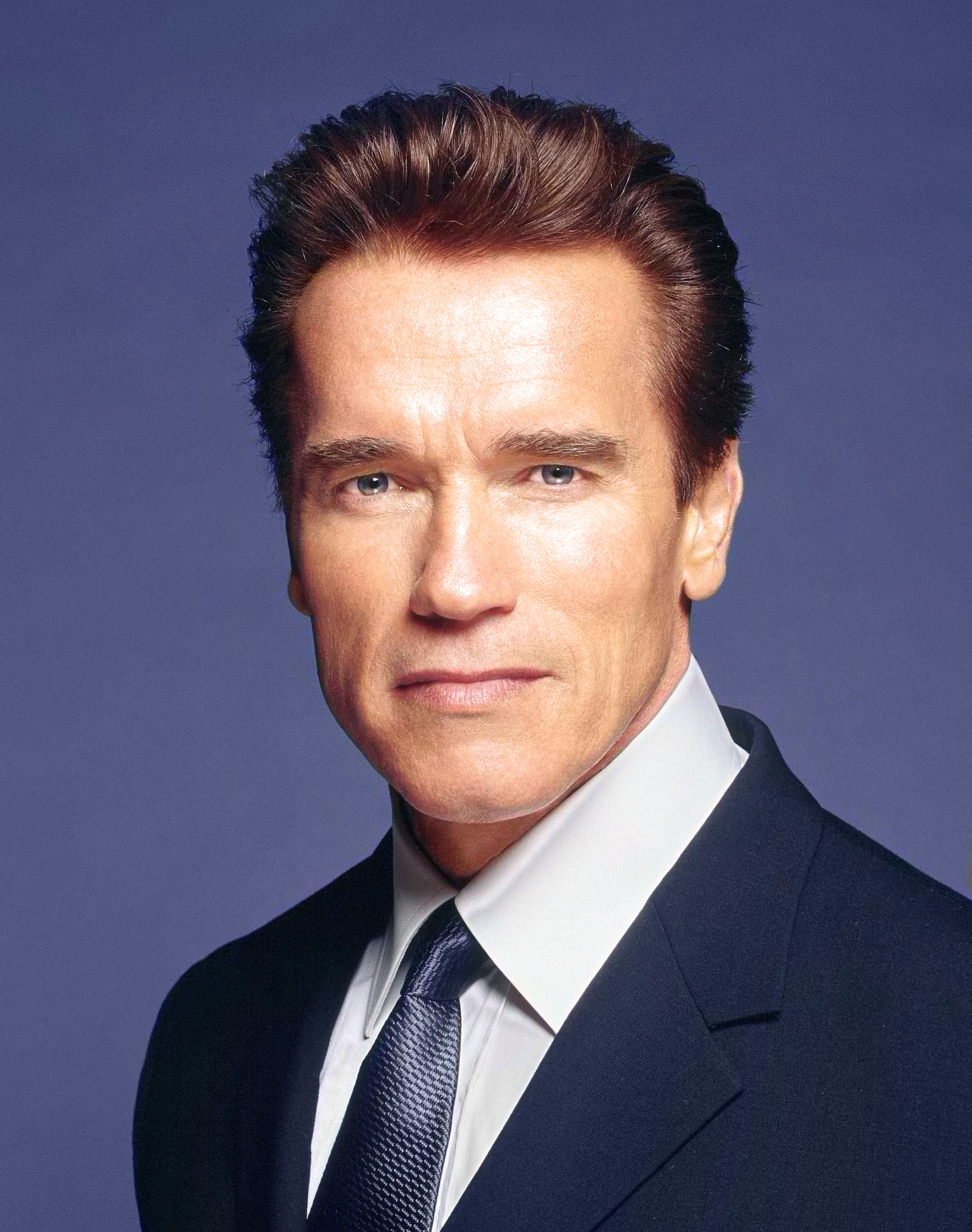
Ritratto ufficiale

Schwarzenegger annunciò la sua candidatura alle votazioni per la revoca del governatore della California durante l'episodio del 6 agosto del Tonight Show con Jay Leno. Come candidato nell'elezione straordinaria, Schwarzenegger era il nome più riconoscibile in un affollato parterre di candidati, ma non era mai stato titolare di una carica pubblica e le sue opinioni politiche erano poco note alla maggior parte dei californiani. La sua candidatura divenne immediatamente una notizia, soprannominato dai media locali il "Governator" (con riferimento al film Terminator) e "The Running Man" (nome di un altro dei suoi film, che ha anche significato di "uomo in corsa per una carica"). Schwarzenegger non partecipò ai diversi dibattiti con gli altri candidati, e apparve in un solo dibattito il 24 settembre 2003.

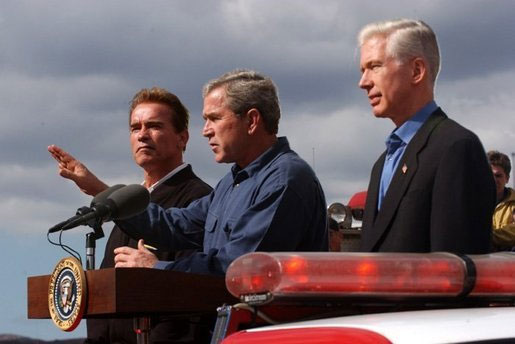
Arnold Schwarzenegger con l'allora presidente degli Stati Uniti, George W. Bush e il governatore della California, Gray Davis il 4 novembre 2003

Il 7 ottobre 2003, il governatore Gray Davis fu rimosso dal suo incarico con il 55,4% dei "Sì" in favore della sua revoca. Schwarzenegger fu eletto governatore della California con il 48,6% dei voti. Sconfisse il democratico Cruz Bustamante, il collega repubblicano Tom McClintock e altri. Il suo rivale più pericoloso, Bustamante, ottenne il 31% dei voti. In totale, Schwarzenegger vinse l'elezione con uno scarto di circa 1,3 milioni di voti. Secondo le regole della costituzione della California non fu necessario un ballottaggio. Schwarzenegger fu il primo governatore naturalizzato della California dai tempi del governatore John G. Downey, nel 1862, di natali irlandesi. Appena Schwarzenegger fu eletto, il politico Willie Brown disse che avrebbe fatto partire un'iniziativa per rimuoverlo dalla carica.
Durante il suo primo anno da governatore, Schwarzenegger attrasse a sé un ulteriore sostegno dalla propria coalizione, grazie ai rapporti con i democratici per il controllo della legislatura statale, convinse inoltre il popolo che un suo progetto di legge avrebbe frenato il taglio pianificato di 15 miliardi di dollari e salvato la California dall'influenza dei cosiddetti "interessi speciali" (di lobby, industrie, banche, politici...). Il suo primo gesto di tradizione più democratica fu quello di rifiutare il nuovo stipendio di 175.000 dollari, devolvendo la somma in beneficenza, e di utilizzare a sue spese il suo jet privato per i suoi viaggi di lavoro.
Dal punto di vista prettamente politico, ha assunto posizioni più progressiste sui temi dell'aborto e sui diritti per gli omosessuali, sostenendo anche un aumento del controllo sulle armi. Sebbene in California viga la pena di morte, nei suoi primi dieci mesi di mandato Schwarzenegger ha ordinato la libertà vigilata di 48 galeotti coinvolti in omicidio, un alto numero rispetto alle statistiche californiane. Ha convinto la popolazione ad accettare la proposta di utilizzare 3 miliardi di dollari per finanziare la ricerca sulle cellule staminali e approvare regole più ferree nel controllo sulle imprese dei videogiochi. Nella prima parte del suo governatorato, ha abrogato l'aumento sulla tassa di immatricolazione dei veicoli e posto il veto alla concessione di patenti di guida agli immigrati clandestini.
Non ha tuttavia preso quelle iniziative risolutive nella lotta ai cosiddetti "interessi speciali" che aveva promesso di scardinare. Nei suoi primi tre anni da governatore avrebbe inoltre accettato più di 90 milioni di dollari in donazioni, compresi i contributi da parte di società immobiliari, finanziarie, associazioni di commercianti, società di assicurazioni e società del gas e del petrolio.
Di solito, quando Schwarzenegger si trovava di fronte a qualche difficoltà politica, faceva ricorso all'appoggio dell'elettorato. Questa impostazione populista gli si è tuttavia ritorta contro quando, nel novembre del 2005, ha ordinato un'elezione speciale chiedendo agli elettori di appoggiare quattro proposte utili, a suo dire, per mantenere le promesse del programma elettorale. Le proposte, tra le altre cose, avrebbero semplificato i licenziamenti cambiando i regolamenti del contratto di lavoro, avrebbero vietato ai sindacati di utilizzare il denaro dei propri membri per contributi politici, e avrebbero imposto dei limiti di spesa allo Stato. I farmaci prescritti dai medici per le famiglie meno abbienti sarebbero stati meno cari, sarebbe stato inserito l'obbligo di informare i genitori nel caso in cui una loro figlia minorenne avesse fatto richiesta di aborto, e le società di distribuzione di elettricità avrebbero dovuto rispettare nuove regole. Schwarzenegger è stato sconfitto su tutte le quattro proposte.

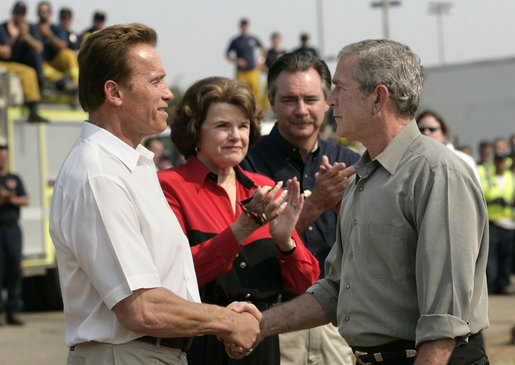
Schwarzenegger e George W. Bush nell'ottobre 2007

Successivamente ha nominato una democratica, Susan Kennedy, come capo del suo staff, spostandosi gradualmente verso posizioni politicamente più moderate. È apparso al fianco del suo collega attore de Il giro del mondo in 80 giorni, Jackie Chan, in una pubblicità del governo per combattere la pirateria informatica.
Schwarzenegger ha corso per la rielezione contro il democratico Phil Angelides, tesoriere dello Stato della California, nelle elezioni del 2006, tenutesi il 7 novembre. Nonostante un anno poco propizio a livello nazionale per il partito repubblicano, Schwarzenegger ha vinto la rielezione con il 56.0% dei voti, contro il 38.9% di Angelides: un margine superiore al milione di voti.
Nel novembre 2004 ha ricoperto un importante ruolo nell'opposizione alla Proposta 66, per emendare la legge californiana Three Strikes. Con questo emendamento il 3º crimine commesso avrebbe dovuto essere violento e/o di grave entità per poter applicare una sentenza di reclusione di 25 anni. Nel corso dell'ultima settimana prima della votazione, ha lanciato un'intensa campagna contro la proposta 66 affermando che "in questo modo 26.000 criminali pericolosi sarebbero stati liberi".
Nell'edizione 2005 del TIME, i sostenitori di Schwarzenegger sperano di poter emendare la Costituzione in modo che possa candidarsi a Presidente degli Stati Uniti d'America: la costituzione degli Stati Uniti, infatti, non prevede la candidatura di cittadini americani naturalizzati alla presidenza della nazione.
Essendo austriaco e quindi europeo, nel 2007 ha potuto vincere il premio European Voice Campaigner (sostenitore della voce europea) grazie alla sua partecipazione contro il cambiamento climatico con il decreto della California del 2006 sul riscaldamento globale e con i piani per introdurre un quadro di scambio di emissioni con gli altri Stati statunitensi e possibilmente anche con l'UE..
Il sostegno di Schwarzenegger nel corso delle primarie repubblicane per le Elezioni presidenziali statunitensi del 2008 è stato molto richiesto. Amico dei candidati Rudolph Giuliani e John McCain, è rimasto neutrale per tutto il 2007 e per parte del 2008. Quando Giuliani si è ritirato dalla campagna presidenziale il 30 gennaio 2008, per il basso sostegno avuto in Florida, il giorno seguente ha annunciato il proprio appoggio a McCain.

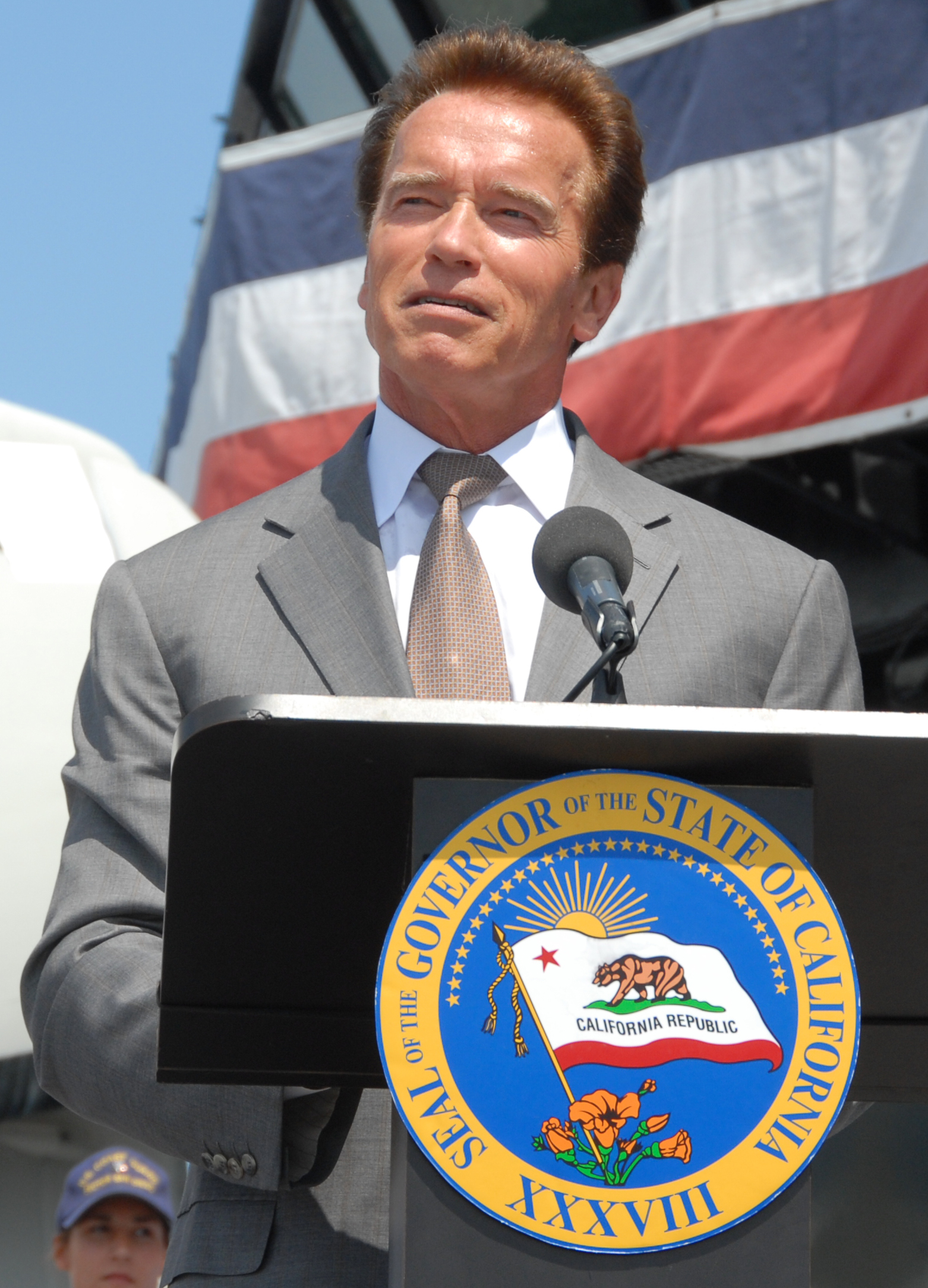
Arnold Schwarzenegger nella sua veste di governatore della California nel 2010

### Risultati
| Elezioni governatoriali in California 2003 | Elezioni governatoriali in California 2003 | Elezioni governatoriali in California 2003 | Elezioni governatoriali in California 2003 | Elezioni governatoriali in California 2003 |
| ------------------------------------------ | ------------------------------------------ | ------------------------------------------ | ------------------------------------------ | ------------------------------------------ |
| Partito                                    | Candidato                                  | Voti                                       | %                                          | ±%                                         |
| Repubblicano                               | Arnold Schwarzenegger                      | 4.206.284                                  | 48,6                                       |                                            |
| Democratico                                | Cruz Bustamante                            | 2.724.874                                  | 31,5                                       |                                            |
| Repubblicano                               | Tom McClintock                             | 1.161.287                                  | 13,5                                       |                                            |
| Verde                                      | Peter Miguel Camejo                        | 242.247                                    | 2,8                                        |                                            |

| Elezioni governatoriali in California 2006 | Elezioni governatoriali in California 2006 | Elezioni governatoriali in California 2006 | Elezioni governatoriali in California 2006 | Elezioni governatoriali in California 2006 |
| ------------------------------------------ | ------------------------------------------ | ------------------------------------------ | ------------------------------------------ | ------------------------------------------ |
| Partito                                    | Candidato                                  | Voti                                       | %                                          | ±%                                         |
| Repubblicano                               | Arnold Schwarzenegger                      | 4.850.157                                  | 55,9                                       | +7,3                                       |
| Democratico                                | Phil Angelides                             | 3.376.732                                  | 39,0                                       |                                            |
| Verde                                      | Peter Miguel Camejo                        | 205.995                                    | 2,3                                        | -0,5                                       |

### Ambientalismo

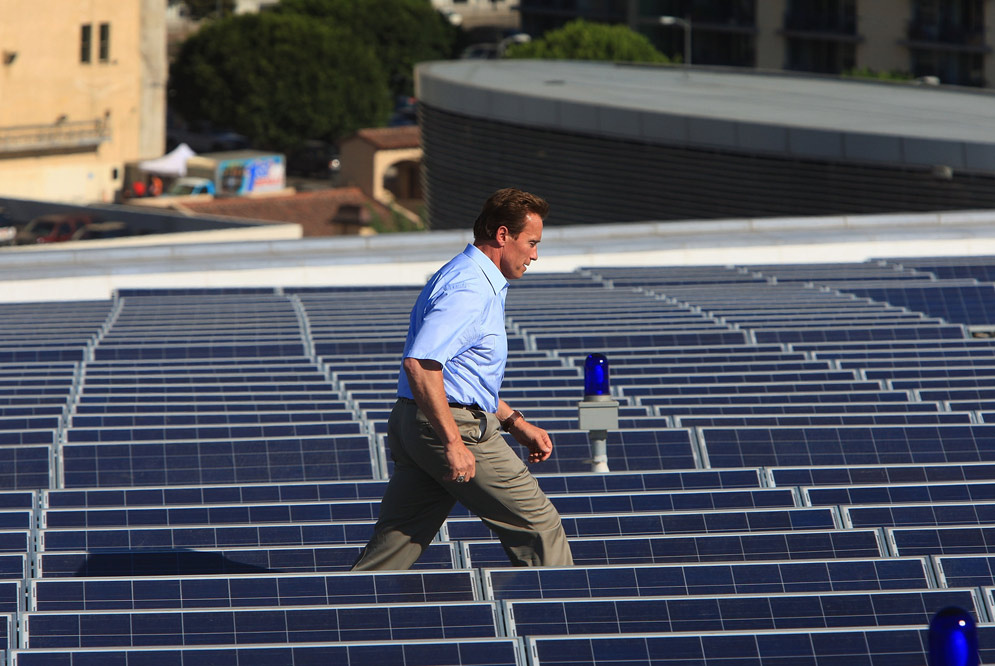
Arnold Schwarzenegger in un impianto fotovoltaico nel 2010

Il 27 settembre 2006 ha approvato una proposta di legge per creare il primo tetto limite massimo nazionale relativo alle emissioni di gas effetto serra. La legge stabiliva nuove regole per quanto riguarda le emissioni che centrali elettriche, municipalizzate, aziende, raffinerie, e impianti industriali erano autorizzate a emettere. Schwarzenegger ha anche sottoscritto una seconda proposta di legge sul surriscaldamento globale per proibire alle grandi municipalizzate e corporazioni californiane di stipulare contratti a lungo termine con fornitori che non adempiono agli standard statali per le emissioni di gas effetto serra. Le due proposte di legge erano parte di un piano mirato a ridurre le emissioni della California del 25% entro il 2020 rispetto ai valori del 1990. Nel 2005 Schwarzenegger ha emesso un ordine esecutivo per ridurre i gas effetto serra dell'80% entro il 2050 e portarlo sotto i valori del 1990.
Schwarzenegger ha firmato anche un altro ordine esecutivo il 17 ottobre 2006 per permettere alla California di cooperare con l'"Iniziativa Regionale Gas Serra del Nordest". L'obiettivo era quello di ridurre le emissioni di CO2 concedendo una quantità limitata di crediti CO2 ad ogni impianto di elettricità negli Stati aderenti, con un sistema di penali, operativo dal 2009.
Dal punto di vista personale, Schwarzenegger ha modificato due dei suoi Hummer in modo che funzionino uno a idrogeno e l'altro con biocarburanti. Ha anche installato dei pannelli solari per il riscaldamento nella sua residenza. Per il suo contributo alla direzione del settore automobilistico statunitense, Schwarzenegger è stato invitato ad aprire il Society of Automotive Engineers World Congress 2009 di Detroit, il 20 aprile 2009.

## Carriera imprenditoriale
Dopo essersi trasferito negli USA, Schwarzenegger iniziò ad occuparsi attivamente nell'imprenditoria. A 30 anni era già milionario, ben prima di intraprendere la carriera hollywoodiana. La sua indipendenza finanziaria fu il risultato di una serie di speculazioni con investimenti oculati, sfruttamento del suo venture capital e fusioni aziendali. Nel 1968 Schwarzenegger e il suo amico bodybuilder Franco Columbu avviarono un'attività edilizia, attività che poi è fiorita grazie al marketing e a una crescita della domanda che seguì al terremoto di Los Angeles del 1971.

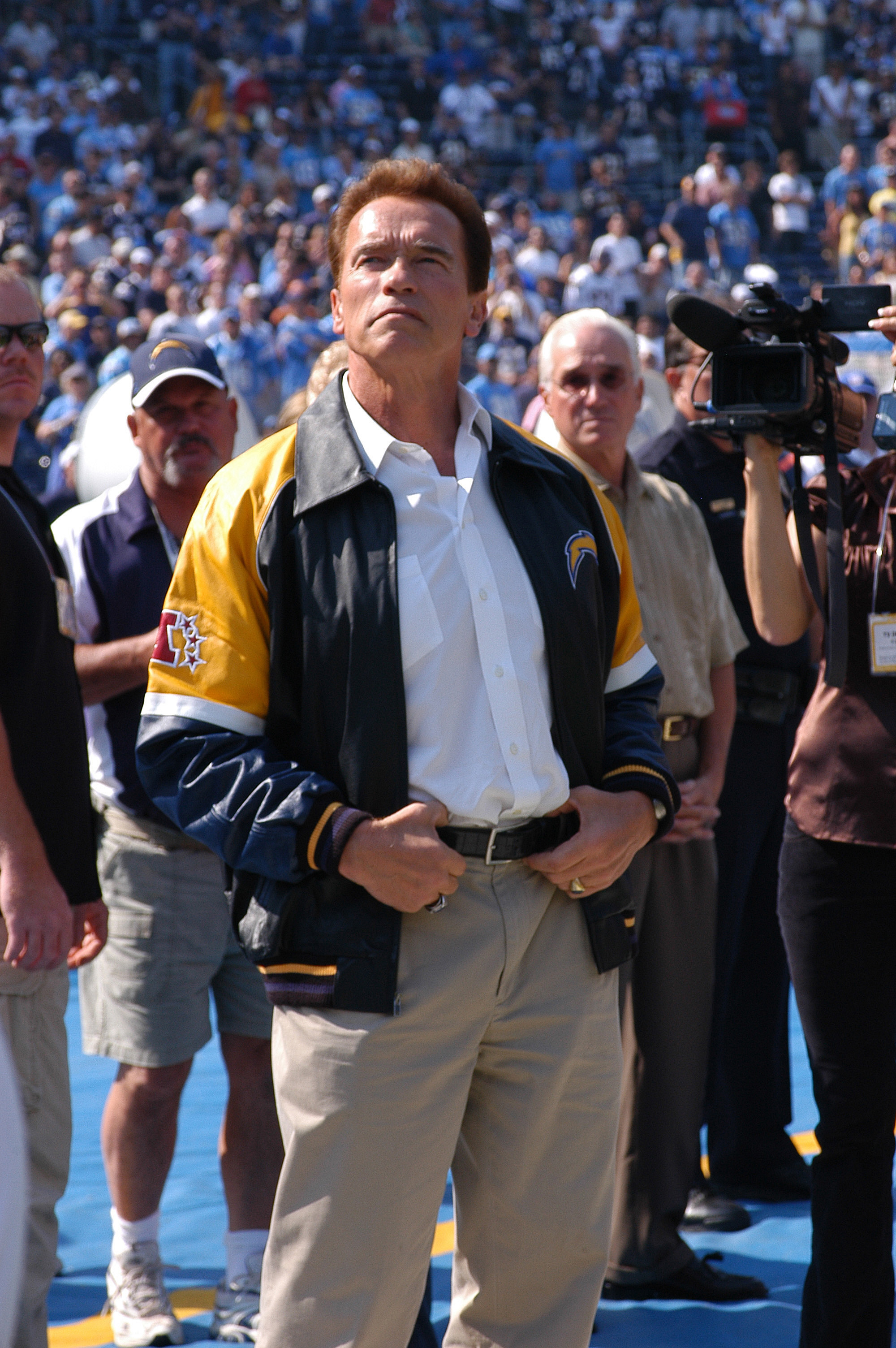
Schwarzenegger durante il campionato di football americano 2007, in cui giocarono i San Diego Chargers

Schwarzenegger e Columbu utilizzarono i proventi della loro attività di muratori per avviare un'altra attività di ordini per corrispondenza, vendendo attrezzature per il bodybuilding e per il fitness corredate di videocassette dimostrative. Schwarzenegger utilizzò poi i profitti degli ordini per corrispondenza e i premi in denaro delle gare di bodybuilding per effettuare il suo primo vero investimento immobiliare: un appartamento acquistato per 10.000$. Il suo intento era quello di continuare a investire in altre società immobiliari e holding company. Nel 1992 Schwarzenegger e la moglie aprirono un ristorante a Santa Monica con il nome di Schatzi on Main. Schatzi in tedesco significa letteralmente "piccolo tesoro", e il termine viene colloquialmente usato per intendere "caro" o "tesoruccio" in tedesco. Nel 1998 il ristorante venne venduto.
Ha trasformato la propria notorietà di attore in una rete multimilionaria fatta di proprietà immobiliari, imprese di intrattenimento, e un grande portafoglio di azioni e obbligazioni. Nei 35 anni passati dal suo arrivo in California, ha costruito un'organizzazione dell'intrattenimento ed ha investito in società immobiliari, fondi di capitale per partecipazioni in società ed azioni nel settore dell'informatica. La sua holding comprende un grande magazzino a Columbus, in Ohio, una compagnia aerea per voli charter, e obbligazioni emesse dall'agenzia che gestisce un carcere minorile a Walnut Grove, nel Missouri. Le sue rendite sono ulteriormente rimpinguate da fondi fiduciari a favore della famiglia di sua moglie Maria Shriver. Detiene una notevole quota societaria della Dimensional Fund Advisors, una società di investimenti.

### Holding
Il cuore dell'impero finanziario di Schwarzenegger è la Oak Production, una ditta di intrattenimento di Santa Monica. Schwarzenegger costituì la società nel 1977 che produsse Last Action Hero - L'ultimo grande eroe nel 1993 e una manciata di film di successo.
Schwarzenegger possiede una quota di più di 1 milione di dollari nella società: attraverso essa trae profitti da una lunga lista di aziende nel settore dell'intrattenimento, comprese la 20th Century Fox, la Columbia Pictures, MGM United Artists, Walt Disney, DC Comics e il produttore di videogiochi International Game Technology.
Possiede poi una quota per un oltre un milione di dollari in altre due attività di intrattenimento. La prima è Pumping Iron America, chiamata così in ricordo del documentario del 1977 sulla attività culturistica. Con questa società trae profitti dalla vendita di video sul sollevamento pesi e da una linea di abbigliamento sportivo. L'altra è la Fitness Publications Inc. che distribuisce i libri di Schwarzenegger sul sollevamento pesi. Detiene anche una partecipazione per un altro milione di dollari in diverse società immobiliari tra le quali la 812 Main Street Inc, che a sua volta possiede un centro benessere a Venice (California), che era un tempo conosciuto come The World Gym, oltre ad altre proprietà immobiliari a Venice.
Un'altra società è la Main Street Plaza Inc. che è proprietaria di un edificio di 3.000 metri quadrati a Santa Monica che ospita appartamenti, uffici e il ristorante per i VIP "Schatzi on Main". Possiede anche una partecipazione nell'A.S. Ohio Venures, che posseggono un centro commerciale vicino ad Akron. E inoltre Schwarzenegger possiede consistenti pacchetti azionari e più di un milione di dollari in società di investimento, compresi fondi di mutuo Soccorso e aziende di investimento nel capitale di rischio di altre società.

### Interessi azionari
Il suo portafoglio comprende oltre 100.000 dollari in azioni della General Electric Company, The Coca-Cola Company, PepsiCo, Starbucks Coffee, Walmart, Target e Pfizer. Possiede importi minori (oltre 10 000 dollari) della Dell Computers, Microsoft e due aziende di comunicazione, Gannett Co e The Washington Post. Ha una quota di 100.000 dollari nella Legend International Air, una compagnia aerea che ha comprato un Boeing 747 del valore di 133 milioni di dollari dalla Singapore Airlines nel 1996.
Schwarzenegger possiede anche due aree residenziali nella parte occidentale di Los Angeles. Una è un complesso di tre grandi case su un'area boschiva di 5 acri (circa 22.000 metri quadrati) nei pressi del Will Rogers State Park a Pacific Palisades; recentemente ha messo in vendita la proprietà per 16 milioni di dollari. Nel 2002 Schwarzenegger ha comprato una casa da sette stanze da letto a Brentwood Country Estates, un'"enclave" protetta da un recinto e con guardie al cancello. Questa enclave contiene 14 edifici nella zona di Mandeville Canyon, sui monti di Santa Monica. La casa, di 1.200 metri quadrati, è stata costruita dall'architetto di Los Angeles Gus Duffy su un'area di 5,9 acri (circa 25.000 metri quadrati) sulla cima di una collina, dalla quale si ha una vista ininterrotta dell'Oceano Pacifico. La casa è stata valutata 11,9 milioni di dollari.

### Planet Hollywood
Insieme a Bruce Willis, Sylvester Stallone e Demi Moore, Arnold Schwarzenegger è stato un celebre investitore del Planet Hollywood, la catena di ristoranti internazionale nata nel 1991 sulla scia dell'Hard Rock Cafe. L'investimento si è rivelato un grande affare ma anche l'occasione per fare nascere una lunga amicizia fra Stallone, Schwarzenegger e Willis, in quel periodo in competizione come star del cinema d'azione; la catena di ristoranti avrà subito enorme successo, poi si espande troppo velocemente e alla fine degli anni novanta segue il declino. Schwarzenegger ha risolto il suo contratto con l'attività nel 1998, sostenendo che la società non aveva raggiunto il successo da lui sperato e affermando di voler concentrare la propria attenzione su "nuove attività statunitensi di portata globale" e sulla sua carriera di attore. Nel 1999 il titolo in borsa affonda sotto il valore di un dollaro e un anno dopo la società entra in bancarotta.

### Patrimonio netto
Il patrimonio netto di Schwarzenegger è tradizionalmente stimato intorno ai 400 milioni di dollari. Negli anni, ha investito il ricavato della sua carriera nel culturismo e dei suoi film in una varietà di azioni, bond, compagnie controllate privatamente e holding di agenzie immobiliari negli Stati Uniti e nel mondo; di conseguenza la sua fortuna sarebbe stimabile in 1 miliardo di dollari.

## Vita privata

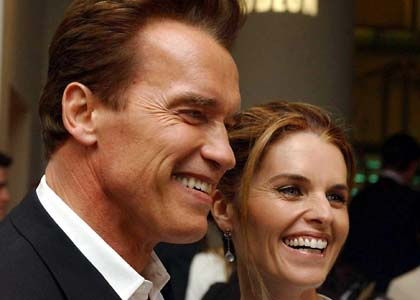
Schwarzenegger e Maria Shriver alla prima di Terminator 3 - Le macchine ribelli (2003)

Nel 1969, sei mesi dopo il suo arrivo negli USA, Schwarzenegger conobbe Barbara Outland, un'insegnante di inglese, con cui convisse in un appartamento a Santa Monica per quasi quattro anni, fino al 1974. Outland pubblicò la propria biografia nel 2006 dal titolo "Arnold and me: in the shadow of the Austrian oak".

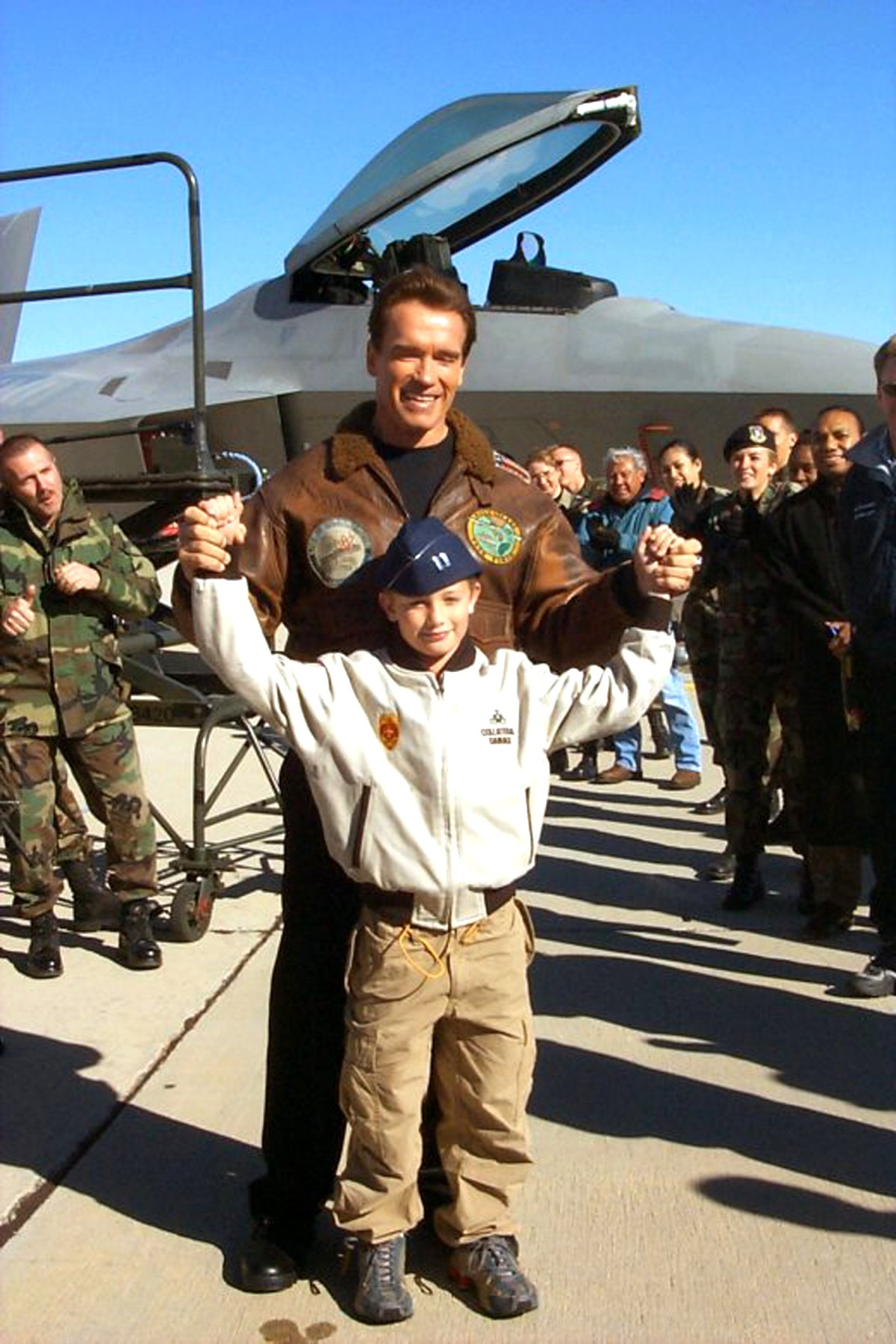
Schwarzenegger e il figlio Patrick alla Edwards Air Force Base, California, dicembre 2002

Schwarzenegger conobbe la sua successiva compagna, Sue Moray, assistente parrucchiera a Beverly Hills, a Venice Beach nel luglio del 1977. Stando alle parole di Moray, la coppia aveva una relazione aperta. Nell'agosto del 1977 Schwarzenegger conobbe la giornalista Maria Shriver, nipote dell'ex Presidente USA John Fitzgerald Kennedy, al torneo di tennis Robert F. Kennedy e continuò la relazione con entrambe le donne fino all'agosto del 1978, quando Moray (che sapeva della relazione di Schwarzenegger con la Shriver) gli diede l'ultimatum.
Il 26 aprile 1986, a Hyannis, nel Massachusetts, Schwarzenegger sposò Shriver. La cerimonia venne celebrata dal reverendo John Baptist Riordan nella chiesa cattolica di St. Francis Xavier. La coppia ha avuto 4 figli: Katherine Eunice (nata il 13 dicembre 1989 a Los Angeles), Christina Maria Aurelia (nata il 23 luglio 1991 a Los Angeles), Patrick Arnold (nato il 18 settembre 1993 a Los Angeles) e Christopher Sargent Shriver (nato il 27 settembre 1997 a Los Angeles).

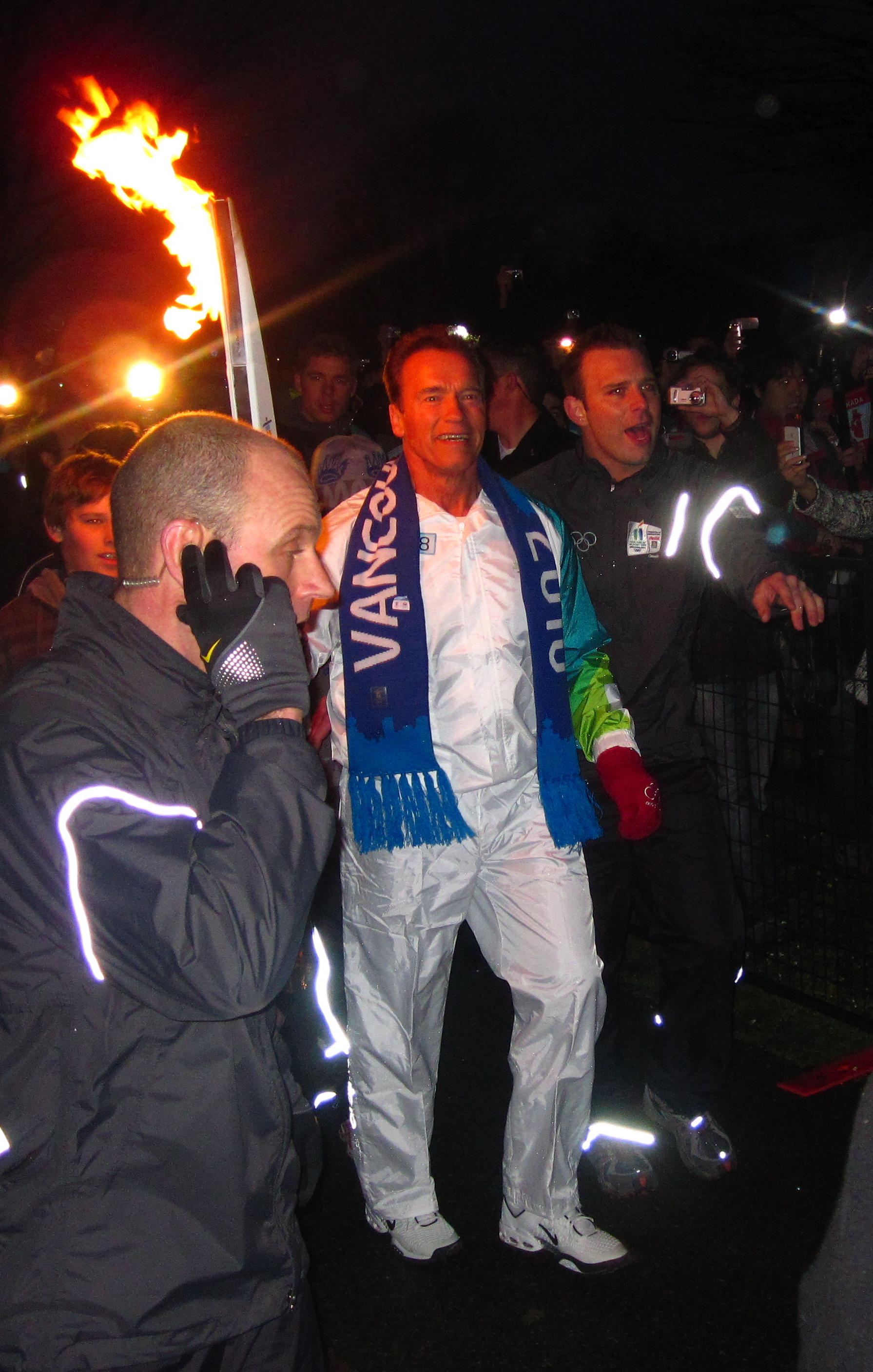
Arnold Schwarzenegger tedoforo nel febbraio 2010

Nel maggio 2011, Schwarzenegger e la moglie hanno annunciato la loro separazione dopo 25 anni di matrimonio. La decisione è giunta dopo che l'attore ha rivelato a Shriver di aver avuto un figlio, Joseph Baena (2 ottobre 1997), da una loro collaboratrice domestica, Patty Baena. Schwarzenegger ha dichiarato di aver scoperto di aver avuto quel figlio solo otto anni dopo e che ha poi comprato una casa fuori Los Angeles per Baena e il loro figlio, assumendosi la responsabilità del mantenimento. Dal 2012 ha una relazione con la fisioterapista Heather Milligan.
Nell'aprile del 1997, è stato sottoposto a un'operazione per correggere un difetto congenito a una valvola cardiaca. Il Sun Valley Resort ha una piccola pista sciistica chiamata "Arnold's Run", dedicata a Schwarzenegger nel 2001. La pista è classificata come nera (diamante nero), o la più difficile, a causa del suo terreno.
Comprò il primo Hummer fabbricato per uso civile nel 1992, un modello così grosso, 6.300 lb (2900 kg) e largo 7 piedi (2.1m), che è classificato come un camion largo. Dopo la campagna per la rielezione al Governatorato, annunciò che avrebbe convertito uno dei suoi Hummer per funzionare a idrogeno, la conversione costò $21.000. Dopo l'elezione, firmò un ordine esecutivo per un avviamento immediato nella costruzione di impianti di rifornimento di idrogeno chiamati "California Hydrogen Highway Network", e ottenne una garanzia dal Dipartimento dell'Energia degli Stati Uniti d'America, che si impegnava ad aiutare nel pagamento del costo previsto di $91.000.000.
La California avviò la distribuzione dei primi H2H (Hummer a idrogeno) nell'ottobre 2004. Nel 2010, in occasione dei XXI Giochi olimpici invernali, svoltisi a Vancouver, fece da tedoforo portando la fiamma olimpica lungo il tragitto dello Stanley Park, consegnando poi la torcia a Sebastian Coe. Nonostante abbia superato da un po' la soglia dei settant'anni, Schwarzenegger dedica buona parte del tempo libero all'allenamento e lo sport, amministrando un ingente patrimonio e scorrazzando con una delle sue Harley-Davidson per Los Angeles.
Il 30 marzo 2018, secondo quanto riportato dal sito internet TMZ è stato sottoposto ad un intervento cardiaco d'urgenza. Secondo ANSA, l'attore era ricoverato in una clinica a Los Angeles per la sostituzione di una valvola cardiaca, ma, in seguito a complicanze, si è deciso per un intervento.

## Onorificenze
- Nel 1997 il comune di Thal gli ha conferito la cittadinanza onoraria.
- Il 14 giugno 2013 la città di Melton (Australia) lo onora, per mano del sindaco Kathy Majdlik, conferendogli le chiavi della città per i successi raggiunti in carriera.[148]
- Nel 2015 viene introdotto nella WWE Hall of Fame.
- 15 luglio 2015 il comune di Ollolai gli ha conferito la cittadinanza onoraria.

## Opere letterarie
- Arnold: The Education of a Bodybuilder, New York, Simon & Schuster, 1977. ISBN 978-0-671-22879-8
- Arnold's Bodyshaping for Women, New York, Simon & Schuster, 1979. ISBN 978-0-671-24301-2
- Arnold's Bodybuilding for Men, New York, Simon & Schuster, 1981. ISBN 978-0-671-25613-5
- The New Encyclopedia of Modern Bodybuilding (Rev. ed.), New York, Simon & Schuster, 1998. ISBN 978-0-684-84374-2
- Total Recall, New York, Simon & Schuster, 2012. ISBN 978-1-84983-971-6
- Be Useful: Seven Tools for Life, New York, Penguin Press, 2023. ISBN 978-0-593-65595-5